# لئوناردو دی جسوس گرالدو
لئوناردو دی جسوس گرالدو (به پرتغالی: Leonardo de Jesus Geraldo) مدافع اهل برزیل است که در شهر Carapicuíba, و در تاریخ ۴ اوت ۱۹۸۵ به دنیا آمده‌است.
لئوناردو دی جسوس گرالدو در تیم‌های فوتبال Portuguesa سابقهٔ حضور دارد.